# Zymomonas mobilis
Zymomonas mobilis — грам-негативні рухливі бактерії, що мають форму коротких паличок. Характеризуються високими біосинтетичними здібностями. Анаероби, єдиний спосіб отримання енергії для яких — спиртове бродіння.

## Біохімічні реакції
Однак ці бактерії здатні рости в присутності молекулярного кисню. Останній у цьому випадку використовується для окиснення частини етанолу до оцтової кислоти відповідно до рівняння :
1глюкоза + 1О2 = 1етиловий спирт + 1оцтова кислота + 1,7СО2 + 0,2молочна кислота.
Таким чином, молекулярний кисень істотно не змінює характеру енергетичного метаболізму
Zymomonas mobilis. У клітинах бактерії виявлені фрагменти ЦТК, цитохроми b, с, а2 , каталаза .

## Філогенія
Найбільш імовірним видається, що предки Z.mobilis — аероби (проведене вивчення дозволяє припускати, що Zymomonas mobilis — вторинний анаероб, що походить від цитохромвмісних аеробів) . Спосіб отримання енергії за рахунок спиртового бродіння — пізніше пристосування до умов проживання.

## Використання в Мексиці
Бактерії Zymomonas mobilis використовуються в Мексиці для отримання національного спиртного напою пульке.